# Gunnar Höjer
Gunnar Fredrik Höjer (Norrköping, Östergötland, 27 de gener de 1875 – Haparanda, Norrbotten, 13 de març de 1936) va ser un gimnasta suec que va competir a principis del segle xx.
El 1908 va prendre part en els Jocs Olímpics de Londres, on guanyà la medalla d'or en la prova del concurs complet per equips, com a membre de l'equip suec.